# BBC Radio 4 Extra
Pour les articles homonymes, voir Radio 4.
BBC Radio 4 Extra (connue jusqu'au 4 octobre 2008 sous le nom de BBC 7 et ensuite connue jusqu'au 2 avril 2011 sous le nom de BBC Radio 7) est une radio numérique appartenant au groupe audiovisuel britannique BBC.
Inaugurée le 15 décembre 2002 sous le nom de « BBC 7 », elle consacre la plus grande partie de sa programmation à la rediffusion d'anciennes émissions parlées provenant des archives sonores de la BBC : programmes de fiction (lectures, feuilletons, théâtre radiophonique) et de divertissement (séries humoristiques, jeux, documentaires légers).

## Identité visuelle

### Logos

Logo de BBC Radio 7 du 4 octobre 2008 au 2 avril 2011
Logo de BBC Radio 4 depuis 2007 au 2022 sans « Extra » (et en violet)
Logo actuel de BBC Radio 4 Extra depuis 2022